# Vivonio
Die Vivonio Holding GmbH ist eine Gruppe von Möbelherstellern mit Sitz in München. Möbelhersteller der Vivonio Fine Furniture Group produzieren ausschließlich in Europa (Deutschland, Österreich, Dänemark), fm Büromöbel und Leuwico für den Bereich Office, Staud und KA Interior für den Bereich Living. Insgesamt arbeiten in der Vivonio Group knapp 1000 Mitarbeiter.

## Geschichte
Das Unternehmen wurde 2012 in Frankfurt am Main gegründet, als die Möbelhersteller MAJA und STAUD zusammengefügt wurden. Bereits im Februar 2013 wurde der Unternehmenssitz nach München verlegt. Das Maja-Möbelwerk in Wittichenau wurde 2023 geschlossen. Im November 2024 wurde auch ein vorläufiges Insolvenzverfahren über die Tochtergesellschaften Leuwico und Staud eröffnet.

## Töchterunternehmen und Standorte

### fm Büromöbel
Das Unternehmen mit Produktion in Bösel wurde 2017 in die Vivonio-Gruppe eingegliedert. Im März 2019 übernahm die FM Büromöbel den Produktionsstandort der R. Prenneis Möbelwerke im österreichischen Ampflwang im Hausruckwald.

### KA Interiør
Der dänische Hersteller von Schränken wurde 2018 von Vivonio übernommen. Die Produktion befindet sich in Grindsted.

### Leuwico
Der 1923 gegründete Hersteller von Büromöbeln mit Produktionsstandort in Wiesenfeld bei Coburg wurde 2016 von Vivonio übernommen.

### Noteborn
Die Möbel der Premium Marke Noteborn werden im dänischen Grindsted produziert.

### Staud
Staud existiert seit 1653 in Bad Saulgau.

## Belege
1. 1 2  Konzernabschluss zum 31. Dezember 2022 im Unternehmensregister
2. ↑  Endgültiges Aus: Möbelwerk Maja kündigt seinen Beschäftigten, auf www.mdr.de, abgerufen am 16. Februar 2025
3. ↑  Insolvenz: Möbelhersteller Staud und Leuwico starten Investorenprozess, auf retail-news.de, abgerufen am 16. Februar 2025
4. ↑  Vivonio Der sechste Streich , auf www.moebelkultur.de, abgerufen am 18. August 2018
5. ↑  Vivonio erweitert Produktionskapazitäten für fm Büromöbel, abgerufen am 30. März 2019
6. ↑  Vivonio Furniture – KA Interiør erworben, auf www.moebelmarkt.de, abgerufen am 18. August 2018
7. ↑  Rödl & Partner berät Premium-Möbelhersteller Leuwico beim Verkauf an Vivonio-Gruppe, auf www.roedl.de, abgerufen am 18. August 2018
8. ↑  Noteborn, auf www.vivonio.com, abgerufen am 18. August 2018

Koordinaten: 48° 9′ 12,9″ N, 11° 34′ 59,6″ O